# La Salud, Michoacán de Ocampo
La Salud är en ort i Mexiko.   Den ligger i kommunen Morelos och delstaten Michoacán de Ocampo, i den centrala delen av landet, 240 km väster om huvudstaden Mexico City. La Salud ligger 2 247 meter över havet och antalet invånare är 228.
Terrängen runt La Salud är kuperad. Runt La Salud är det ganska tätbefolkat, med 166 invånare per kvadratkilometer. Närmaste större samhälle är Moroleón, 19,8 km nordost om La Salud. Trakten runt La Salud består till största delen av jordbruksmark.